# Weißgelber Helmling
Der Weißgelbe oder Zitronengelbe Helmling (Atheniella flavoalba, Syn.: Mycena flavoalba) ist eine Pilzart aus der Familie der Porotheleaceae. Es ist ein ziemlich kleiner, blassgelb gefärbter Pilz mit einer mehr oder weniger lebhaft gelben Hutmitte. Seine Sporen sind inamyloid. Die Fruchtkörper erscheinen von Mai bis November meist gesellig in Wäldern und auf Wiesen.

## Merkmale

### Makroskopische Merkmale
Der Hut ist 1–2 cm breit, kegelig bis glockig und später flach gewölbt. Im Alter ist der Rand schließlich aufwärts gebogen. Die Hutmitte trägt oft eine kleine Papille, wodurch der Hut zipfelmützenförmig erscheint. Der Hut ist blass gelblich bis zitronengelb, wobei die Mitte meist deutlich kräftiger gefärbt ist. Der Hutrand ist durchscheinend und grob gerieft.
Die mitunter etwas entfernt stehenden, weißlichen Lamellen sind ausgebuchtet am Stiel angewachsen. Sie können manchmal einen rosa Schein haben. Die Lamellenschneiden sind gleichfarbig und das Sporenpulver ist weiß.
Der lang und dünn wirkende, zylindrische Stiel ist 4–6 (8) cm lang und etwa 0,2 cm breit. Er ist hohl und blass gelblich gefärbt oder nahezu farblos durchscheinend. Die glatte Stieloberfläche ist durch Zystiden gänzlich fein bereift. Das dünne, durchscheinend gelbliche Fleisch ist ziemlich zäh-elastisch und scheidet bei Verletzung einen wasserklaren Saft aus. Der Pilz riecht und schmeckt unauffällig.

### Mikroskopische Merkmale
Die elliptischen, inamyloiden Sporen messen 5,5–9,5 × 3,5–4,5 µm. Die glatten Cheilozystiden sind bauchig bis flaschenförmig und haben oft einen lang ausgezogenen Hals. Die Huthaut ist relativ kurzhyphig, dazwischen liegen dünnere Hyphen, die viele kleine Fortsätze tragen.

## Artabgrenzung
Der relativ häufige Gelbweiße Helmling kann mit einiger Erfahrung relativ leicht wiedererkannt werden. Für eine sichere Bestimmung sind aber unbedingt auch mikroskopische Merkmale heranzuziehen. Ein besonders wichtiges Merkmal sind die inamyloiden Sporen. Weitere wichtige Merkmale sind der trockene Stiel und die ungefärbten, gleichfarbigen Lamellenschneiden.
Der Dehnbare Helmling (Mycena epipterygia) kann recht ähnlich aussehen. Seine Lamellenschneide lässt sich mit einer Nadel als gelatinöser Faden abziehen und sein Stiel ist mit einer gummiartigen, dehnbaren Haut überzogen.

## Ökologie
Der Gelbweiße Helmling ist in erster Linie eine Art der mesophilen Rotbuchen- und Tannen-Buchenwälder. Man findet ihn bisweilen auch in Hainbuchen-Eichen- und Eschen-Bergahorn-Schatthangwäldern sowie vereinzelt auch in Honiggras-Stieleichen-, Eichen-Feldulmen- und Erlenauwäldern. Auch in Kiefern- und Fichtenforsten wurde er nachgewiesen. Des Weiteren kommt er an Wald- und Gebüschrändern, auf Halb- und Volltrockenrasen und auf nicht zu stark gedüngten, oft moosreichen Wiesen sowie an Wegrändern und in Parkanlagen vor.
Der Pilz lebt saprobiontisch auf verrottenden Blättern oder Nadeln sowie auf totem, stark vermulmtem Holz. Er kann aber auch direkt auf der Erde wachsen. Er liebt lichte, grasige oder moosige Stellen auf vorwiegend neutralen bis alkalischen, frischen Böden, die gut mit Basen und Nährstoffen versorgt und lockerhumos sind. Als Substrat nutzt er nahezu gleichermaßen Laub- und Nadelholz, vor allem das von Rotbuche und Fichte. Die Fruchtkörper erscheinen von Ende Juli bis Ende November, selten findet man sie schon früher, Nachzügler kann man bei milder Witterung aber bis Anfang Januar finden.

## Verbreitung

Europäische Länder mit Fundnachweisen des Weißgelben Helmlings.
Legende:
grün = Länder mit Fundmeldungen
cremeweiß = Länder ohne Nachweise
hellgrau = keine Daten
dunkelgrau = außereuropäische Länder.

Der Pilz wurde in Nordasien (Israel, Kaukasus), Südamerika, Nordamerika (USA), auf den Kanaren, in Nordafrika (Algerien, Tunesien) und Europa nachgewiesen. In der Holarktis ist er meridional bis boreal verbreitet. In Südeuropa findet man ihn von Spanien bis nach Rumänien. Im Westen findet man ihn in Frankreich, den Beneluxstaaten (häufig bis ziemlich häufig) und in Großbritannien, wo er nordwärts zwar seltener wird, aber bis zu den Hebriden verbreitet ist. Auf der Irischen Insel ist er selten. Er kommt in ganz Mitteleuropa und in Fennoskandinavien sowie in Estland im Nordosten vor. In Finnland reicht sein Verbreitungsgebiet nordwärts bis zum 69. Breitengrad. In Deutschland ist die Art recht unterschiedlich verbreitet. Von den Küstengebieten bis etwa zur Mainlinie ist er ziemlich lückenhaft und zerstreut verbreitet, während er in Süddeutschland bis in die Alpen hinein mäßig und gebietsweise sogar ausgesprochen ortshäufig verbreitet ist.

## Systematik und Variabilität

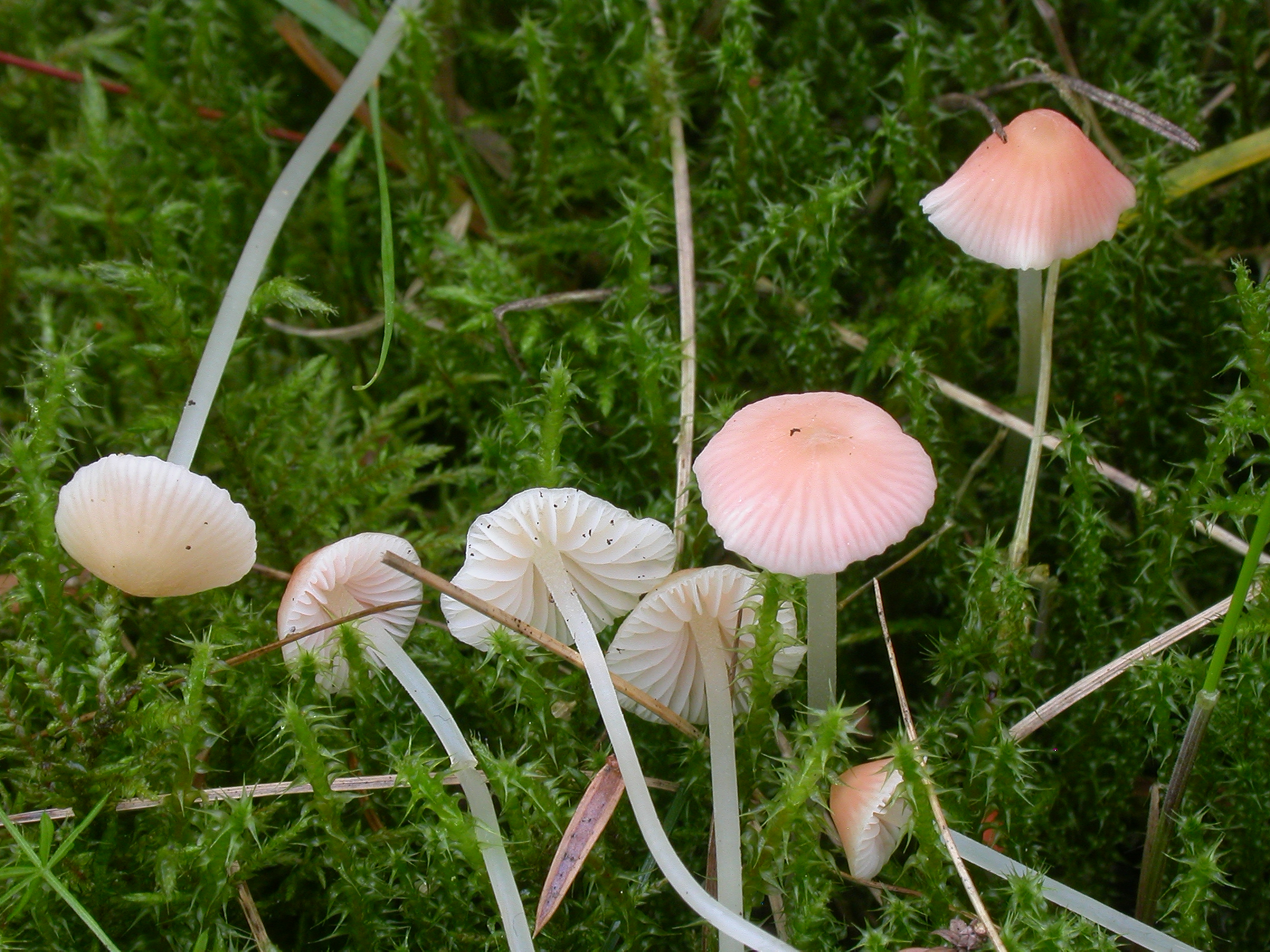
Der „Glasstiel-Helmling (Mycena floridula)“ ist eine rosa Form des Weißgelben Helmlings.

Der Weißgelbe Helmling wurde früher zu den Helmlingen (Mycena) gezählt. Aufgrund phylogenetischer Untersuchungen wurde er gemeinsam mit einigen anderen Arten in die Gattung Atheniella gestellt. Sie stehen in der Familie der Porotheleaceae und damit recht weit von den Helmlingen (Familie Mycenaceae) entfernt.
Exemplare mit rosa gefärbtem Hut wurden früher als Glasstiel-Helmling (Mycena floridula) bezeichnet. Das Taxon erwies sich als ungültig und wurde ab 1990 als wahrscheinliches Synonym des Korallenroten Helmlings (Atheniella adonis) geführt. Phylogenetische Untersuchungen aus dem Jahr 2016 zeigten dann, dass der Glasstiel-Helmling als Farbform des Weißgelben Helmlings zu betrachten ist. Übergangsformen sind möglich und jung rosa gefärbte Pilze können nach gelb ausblassen.

## Bedeutung
Der Gelbweiße Helmling ist kein Speisepilz.